# باغي 2
باغي 2 (بالهندية: बाग़ी २) (بالإنجليزية: Baaghi 2)‏ بالعربية معناه المتمرد 2 هو فيلم إثارة وأكشن هندي ناطق باللغة الهندية عام 2018 من إخراج أحمد خان وإنتاج ناديادوالا حفيد للترفيه. الفيلم، وهو الجزء الثاني من سلسلة أفلام باغي، هو إعادة إنتاج لفيلم تيلجو كشنام 2016.   من النجوم تايجر شروف وديشا باتاني، إلى جانب مانوج باجباي، دارشان كومار، باتريك بابار، رانديب هودا، ديباك دوبريال وأرافيا شارما.  
بدأ التصوير الرئيسي للفيلم في أغسطس 2017، وتم تصويره في مومباي، بونه، شانغهاي، جوا، الصين، ومانالي وتايلاند. تم الانتهاء من الفيلم بميزانية قدرها 59 كرور روبية هندية (9٫8 مليون دولار أمريكي) بما في ذلك تكاليف الطباعة والترويج.
تم إصدار فيلم باغي 2 في جميع أنحاء العالم في 30 مارس 2018 بما في ذلك 3500 شاشة في الهند.  وقد تلقى الفيلم مراجعات متباينة بين الثناء على مشاهد الحركة وأداء شروف والجوانب التقنية، لكنه انتقد وتيرة الفيلم والنص. حقق الفيلم أكثر من 263 كرور روبية هندية (44 مليون دولار أمريكي) في جميع أنحاء العالم وأصبح أحد أعلى الأفلام الهندية ربحًا في عام 2018. 

## الحبكة
نيها، امرأة متزوجة ولديها ابنة، ريا، تحبها بشدة. في اليوم الأول لريا في المدرسة، تعرضت نيها للهجوم من قبل رجال ملثمين. وتقدمت بشكوى إلى الشرطة، قائلة إن الرجال أخذوا ريا بعيدًا. تجري الشرطة تحقيقا لكنها لا تجد شيئا. على الرغم من هذا، تسعى نيها للحصول على المساعدة من حبيبها السابق رانفير "روني" براتاب سينغ، وهو جندي في قوات الأمن الخاصة التابعة للجيش الهندي. في الماضي، التقى روني بنيهة أثناء دراستهما الجامعية ووقع في حبها من النظرة الأولى. وبعد مرور بعض الوقت، وقعت هي أيضًا في حب روني. لقد قررا كلاهما الزواج. ومع ذلك، تم تشخيص والدها ماهيندرا بالسرطان وقبل وفاته طلب من نيها الزواج من شيخار، وهو رجل أعمال ثري. رغبة منها في تحقيق رغبة ماهيندرا الأخيرة، انفصلت نيهة عن روني وهي تبكي. في الوقت الحاضر، يلتقي روني مع نيها المرعوبة ويوافق على مساعدتها. لا يزال روني يحب نيها ولكنه يدرك حقيقة أن نيها متزوجة. يصلون إلى مركز الشرطة حيث يتصرف كاتب التقرير الأولي، المفتش شاراد بشكل سيء مع نيها. يضربه روني انتقاما، وهو ما يؤدي إلى اعتقاله، ولكن سرعان ما يتم إطلاق سراحه بناء على طلب من DIG Ajay، وهو زميل روني في الدفعة التي يقودها العقيد رانجيت.
يتم استدعاء روني إلى القاعدة من قبل رانجيت، لكنه يغير رأيه أثناء السفر مع وكيل محلي معاق جسديًا، عثمان، الذي طلب مساعدته، ويذهب إلى مدرسة ريا. مدير المدرسة ينفي وقوع أي حادثة اختطاف في محيط المدرسة. يلتقي روني بشقيق شيخار ساني، وهو مدمن مخدرات، ويتبعه إلى مبنى حيث يكتشف أن عثمان متورط في تجارة المخدرات. في هذه العملية، يقاتل روني ويهزم الشخصين. ويسأل عثمان عن ريا، لكن يبدو أن عثمان لا يعرف شيئاً. في هذه الأثناء، تم تعيين مفوض الشرطة لوها سينغ دول (LSD) مسؤولاً عن القضية. يلتقي شيخار بروني ويخبره أن نيها تم تشخيصها باضطراب ما بعد الصدمة وبدأت تعاني من الهلوسة حول وجود ابنة تدعى ريا، بينما يضيف أيضًا أنه ليس لديه ابنة. يقوم روني بفحص لقطات كاميرا المراقبة ويكتشف أنه لا يوجد شخص آخر غير نيها في السيارة. يصرخ بغضب على نيها، التي تطلب منه المغادرة. عندما كان على وشك المغادرة، رأى قياسات الطول على الحائط تشير إلى أن ريا يمكن أن تكون طفلة حقيقية وبدأ يشك في نفسه، لكن بعد ثانية واحدة قفزت نيها من الشواية وانتحرت، وشعرت بالعجز لأن لا أحد صدقها.
في النهاية، يعترف عثمان بأنه رأى ريا عندما زار روني في الفندق - اتصل بساني لتسليم المخدرات عندما رأى رجاله يأخذون ريا معصوبة العينين إلى عرين؛ ودفع لعثمان ليبقى صامتًا. يذهبان إلى أحد الحانات؛ يطارد روني ساني لكن LSD يلتقط روني، ويطلب منه الانتظار في الفندق. الشرطة تستجوب ساني، لكن أجاي يطلق النار عليه ويقتله في لحظة غضب. يقول روني إنه لديه دليل على أن ريا على قيد الحياة، ويجعل عثمان يلتقي بأجاي وLSD. يأخذ أجاي روني إلى منزله، ويخبره أنه فقد عائلته في حادث. وفي الوقت نفسه، قام اثنان من المهاجمين بضرب عثمان بشكل وحشي. يصل روني إلى هناك، ويجد عثمان ينزف ويقاتل المهاجمين الاثنين. يموت عثمان متأثراً بجراحه. يأخذ روني هاتف المهاجم، ويرى صورة له تم التقاطها في منزل أجاي، ويكتشف أن أجاي هو العقل المدبر. يذهب إلى قاعدته العسكرية، ويقاتل العديد من البلطجية في الغابة بمفرده، ويدمر المروحيات بينما ينزف. يقوم روني بقتل الشخص الذي كان يعمل كوالد ريا، ولكن يتم إطلاق النار عليه من قبل أجاي، الذي يكشف أن شيخار هو المسؤول عن اختطاف ريا. أحرق شيخار جميع صور وألعاب ريا. يضرب روني أجاي بوحشية ولكن عندما يكون أجاي على وشك قتل روني، يطلق LSD النار على أجاي ويقتله. يرى روني ريا قبل أن يغمى عليه. يوضح LSD أن شيخار كان عقيمًا، مما دفعه إلى اتخاذ هذه الخطوة الجذرية، مما يعني أن ريا هي ابنة روني. يتذكر روني عندما أخبرته نيهة أنها يجب أن تتزوج شيخار، وانتهى الأمر به ونييهة بممارسة الحب. في النهاية، يأخذ روني ريا إلى منزله ويتخيل نيها تبتسم له، وتبتسم له في المقابل.

## روابط خارجية
- باغي 2 على موقع IMDb (الإنجليزية)
- باغي 2 على موقع روتن توميتوز (الإنجليزية)
- باغي 2 على موقع أول موفي (الإنجليزية)
- باغي 2 على موقع بوكس أوفيس موجو (الإنجليزية)
- باغي 2 على موقع فيلمافينيتي (الإسبانية)
- باغي 2 على موقع قاعدة بيانات الفيلم (الإنجليزية)
- باغي 2 على موقع ليتربوكسد (الإنجليزية)
- باغي 2 على موقع كينوبويسك (الروسية)